# Parseval-Sigsfeld
Pour les articles homonymes, voir Parseval.
Le Parseval-Sigsfeld est un ballon d'observation allemand de la Première Guerre mondiale.

## Appareil comparable
- Avorio-Prassone, Italie
- Caquot, France